# Rycerz na rozdrożu
Rycerz na rozdrożu (ros. Витязь на распутье) – obraz olejny namalowany przez rosyjskiego malarza Wiktora Wasniecowa w 1882, znajdujący się w zbiorach Państwowego Muzeum Rosyjskiego w Petersburgu.

## Opis
W 1878 Wiktor Wasniecow zaprezentował na wystawie objazdowej obraz Rycerz na rozdrożu. W 1882 powiększył i zmienił dzieło sprzed czterech lat. Obraz rycerza na białym koniu, zamyślonego przed kamiennym „prorokiem” pośrodku bagnistej równiny, zdaje się ożywiać poetyckiego ducha ludowych legend. Podobnie jak w nich heroiczno-epicki początek stapia się w obrazie z liryczną intonacją, którą niesie zachodzące słońce i pejzaż z ciemniejącym, tajemniczym horyzontem. Kruki, czaszka, kości, antyczne głazy, droga ciągnąca się w nieskończoność – wszystko to potęguje niepokój wyczuwalny w kolorystyce płótna.
Obraz Wasniecowa jest swobodną interpretacją tradycyjnej rosyjskiej byliny o ruskim bohaterze Ilji Muromcu. Artysta przedstawia bohatera na rosłym, białym koniu w pełnym rynsztunku i z włócznią w prawej dłoni w chwili zadumy, przed kamieniem z napisem: „Jeśli pójdziesz prosto, nie będzie życia; nie ma drogi naprzód dla tego, kto przemierza, przechodzi obok lub przelatuje obok”.